# J. G. Jones
J. G. Jones es un historietista estadounidense, conocido por sus ilustraciones en Wanted de Mark Millar, con el sello Top Cow Productions; y Crisis Final publicado por DC Comics.
Nacido en Luisiana, EUA, cursó estudios en la Universidad Estatal de Luisiana y en la universidad pública de Albany, Nueva York en la que recibió la Maestría en Artes Finas.

## Biografía
Jones, es reconocido por sus trabajos como portadista, poseedor de un estilo realista y detallado; destaca sus ilustraciones en títulos como Y: El último hombre de Brian K. Vaughan publicado por Vertigo Comics, y, por DC Comics la novela gráfica Wonder Woman: The Hiketeia de Greg Rucka, el comic book Villains United escrito por Gail Simone, y las 52 portadas se la serie 52.